# SMC Pneumatic
SMC Corporation (яп. SMC 株式会社 SMC кабусики-гайся, TYO: 6273) — японская компания производитель оборудования для промышленной автоматизации, со штаб-квартирой в картвеле Акихабара, район Тиёда, город Токио, Япония. Основными сферами деятельности компании являются пневматика и автоматизация. Название компании SMC является аббревиатурой от английских слов «Sintered Metal» и «Company». SMC разрабатывает широкий спектр систем управления и оборудования, таких как направляющие клапаны, приводы и воздушные линии, оборудование для поддержки промышленной автоматизации. Компания является мировой лидер в производстве пневматического оборудования (60%-я доля японского рынка, 30%-я доля мирового рынка). Компания имеет глобальную инженерную сеть с техническими базами в США, Европе, Китае и Японии. Основные производственные мощности расположены в Китае и Сингапуре, а местные производственные мощности — в США, Мексике, Бразилии, Европе, Индии, Корее и Австралии. Компания имеет 400 офисов продаж в 81 стране мира.

## История[6]
Компания SMC начала свою деятельность в 1959 году в Токио. Начав с производства промышленных фильтров, SMC за короткий срок стала мировым лидером в области пневматических технологий.
Высококачественные пневматические компоненты, выпускаемые SMC, применяются в самых современных разработках в сфере промышленной автоматизации.
SMC Corporation неизменно доминирует на японском рынке средств автоматизации, занимая более 61 % рынка.
Производственные предприятия — 17 заводов — расположены по всей Японии. Сеть сбыта SMC в Японии состоит из 64 местных подразделений и 93 дистрибьюторов.
В Центре исследований и разработок в Цукубе работают более 1000 конструкторов и инженеров по технической поддержке.
В Европе и Америке SMC Corporation входит в тройку ведущих производителей пневматических средств автоматизации.
На мировом рынке пневмоавтоматики SMC занимает более 33 %, значительно опережая ближайших конкурентов, ежегодный объем продаж SMC Corporation составляет более 3,9 млрд долларов.
Стабильность и перспективность компании подтверждает 49-я позиция SMC в инновационном рейтинге журнала Forbes, при подсчете которого используются котировки акций компании исходя из прогнозирования инвесторами будущего роста и увеличения прибыли, рыночная капитализация (более 10 млрд долларов) и доля от капитализации, идущая на научно-исследовательские и технологические разработки.
1959 г. — Образована как Shoketsu Kinzoku Kogyo Co. LTD В Токио. Цели: Изготовление и продажи воздушных фильтров из спечного металла.

1961 г. — Начало производства и продаж оборудования для воздушных магистралей.

1964 г. — К ассортименту добавлено оборудование для автоматизации и контроля.

1965 г. — Участие в капитале Nippon Kizai Co., Ltd.

1967 г. — Основание подразделения SMC Pneumatic в Австралии. 

1970 г. — Старт производства и продаж пневмоприводов (пневмоцилиндров).

1971 г. — Производство электромагнитных клаппанов управления.

1974 г. — Основание SMC Pneumatic в Сингапуре.

1977 г. — Основание подразделения SMC Corporation в США.

1978 г. — Основание дочерних предприятий в Великобритании и Германии.

1981 г. — Начало работать подразделение компании в Италии.

1984 г. — Штаб-квартира компании переехала в район Минато, Токио.

1986 г. — Название компании изменено на SMC Corporation.

1987 г. — Зарегистрирован на второй секции Токийской фондовой биржи.

1989 г. — Внесен в список акций первой секции Токийской фондовой биржи.

1991 г. — Основан Технический центр в Цукубе.

1994 г. — Завершено строительство японского технического центра компании и образовано подразделение в Китае.

1995 г. — Приступило к работе подразделение в Корее.

2000 г. — Завершено второе строительство технического центра в Цукубе и Европейского технического центра.

2002 г. — Основан технический центр в США.

2005 г. — Начал работать китайский технический центр.

2006 г. — Штаб-квартира компании переехала в район Тиёда, Токио.
Компания имеет филиалы в 50 странах, офисы продаж в 78 странах. Заводы SMC Corporation находятся в 27 странах.

В Европе и Америке SMC Corporation входит в тройку ведущих производителей пневматических средств автоматизации.

## Производственные базы в Японии
Штаб-квартира компании в районе Тиёда, Токио.

Завод в Соке (город Сока, префектура Сайтама).

Фабрика Цукуба (город Дзёсо, префектура Ибараки).

Фабрика Симоцума (город Симоцума, префектура Ибараки).

Завод в Ямацури (город Ямацури, уезд Хигасисиракава, префектура Фукусима).

Завод в Камаиси (город Камаиси, префектура Иватэ).

Фабрика Тоно (город Тоно, префектура Иватэ).

Технический центр Цукуба (город Цукубамирай, префектура Ибараки).

## Продукция[8]
Ассортимент поставляемой продукции включает более 11 000 основных компонентов и свыше 630 000 вариантов их исполнения.
SMC ежегодно создает более 100 новых компонентов и их модификаций.
Среди основных направлений выделяются:
- Подготовка сжатого воздуха
- Пневмораспределители
- Клапаны / Фильтры для различных сред
- Пневмодроссели / обратные клапаны
- Пневматические цилиндры/приводы
- Резьбовые соединения / трубки
- Контрольно-измерительная аппаратура
- Вакуумное оборудование
- Оборудование для смазки и обдува
- Гидравлическое оборудование
- Электрические приводы
- Нейтрализаторы статического электричества
- Оборудование для термоконтроля

## SMC в России[9]
В России SMC Corporation начала активную работу в 1996 году, и к настоящему моменту состоит из региональных отделений в 60 крупнейших промышленных центрах: Москве, Калуге, Рязани, Нижнем Новгороде, Казани, Самаре, Екатеринбурге, Челябинске, Уфе, Красноярске, Братске, Иркутске, Перми, Новокузнецке, Новосибирске, Набережных Челнах, Волгограде, Саратове, Липецке, Ростове, Череповце, Ярославле.
Центральный офис ООО «ЭС ЭМ СИ Пневматик» находится в Санкт-Петербурге. Здесь расположены Учебный центр и Технический отдел компании.
Продукция SMC поставляется на многие предприятия приоритетных отраслей промышленности: горнодобывающей, чёрной и цветной металлургии, автомобилестроения, целлюлозно-бумажной, пищевой.
SMC Corporation производит широкую и полную гамму оборудования для промышленной автоматизации: системы подготовки сжатого воздуха, пневмораспределители, клапаны, фильтры, пневмодроссели, пневматические цилиндры, электрические приводы, контрольно-измерительную аппаратуру, фитинги и трубки, вакуумное оборудование, системы смазки, гидравлическое оборудование, оборудование для контроля температуры.
В 2010 году в Московской области в г. Луховицы было завершено строительство 2 корпусов по производству пневмооборудования японской корпорации SMC. Создание инновационного производства средств пневмоавтоматики было поддержано Комитетом по промышленности Государственной думы РФ и Комиссией по машиностроительному комплексу совета РСПП по конкурентоспособности и отраслевым стратегиям.
Запущена первая очередь завода, где выпускаются наиболее популярные серии пневмоцилиндров и пневмораспределителей. В ближайшее время планируется открытие второй очереди.